# Умар-Шейх-мирза
Умар-Шейх-мирза (II) (1456, Самарканд — 8 июня 1494, Ахси) — эмир Ферганы с 1469 года, праправнук эмира Тамерлана, отец Бабура.

## Биография
Биография Умар-Шейха-мирзы детально изложена в произведении его сына, падишаха Бабура, «Бабур-наме». Согласно ему, Умар-Шейх-мирза родился в 1456 году в Самарканде четвертым сыном султана Мавераннахра Абу-Саида Тимурида.
Абу-Саид пожаловал малолетнему Умар-Шейху-мирзе Андижан с округой и отправил его туда с воспитателем Худай-Берди-Тугчи-Тимур-пашой. Позже отец отдал ему Ферганскую долину. Его брат Султан Ахмед мирза на некоторое время передавал ему во владение Ташкент и Сайрам.
Умар-Шейх-мирза умер в тридцать девять лет в Ахси, после того как рухнул вместе со стоявшей на обрыве голубятней в то время как гонял голубей.

## Личные характеристики
Согласно описанию Бабура,

«Умар Шейх был небольшого роста, тучный, с круглой бородой, белолицый. Халат он носил очень узкий и, стягивая пояс, убирал живот внутрь; если же, стянув пояс, он давал себе волю, то завязки часто лопались… Летом везде, кроме дивана, он большей частью ходил в могольской шапке… Он отличался большой щедростью, и нрав его соответствовал его щедрости. Это был добродушный, болтливый, речистый, сладкоустый человек; смелый и отважный муж это был... Стрелял он из лука посредственно, но здорово бился на кулаках; ни один йигит не мог устоять под ударом его кулака.»— Бабур-наме.
.

## Жёны и дети
У Умар-Шейха-мирзы было трое сыновей и пять дочерей от разных жён и наложниц:
- Кутлуг-Нигар-ханым, дочь Йунус-хана Могулистанского.
  - Ханзаде-бегум (р. 1478), жена Мухаммеда Шейбани-хана, мать Хуррам-шаха.
  - Захир ад-дин Мухаммад Бабур (14 февраля 1483 — 26 декабря 1530), 1-й падишах Империи Великих Моголов.
- Фатима-Султан, дочь могольского туманбека.
  - Джахангир-мирза (р. 1485)
- Умид, наложница из Андижана.
  - Михр Бану-бегум (р. 1481)
  - Насир-мирза (р. 1487).
  - Шахр Бану-бегум (р. 1491).
- Ага-Султан, наложница.
  - Ядгар-Султан-бегум (р. 1494).
- Махум-Султан-бегум (Кара-Куз-бегум).
  - Рукайя-Султан-бегум (р. 1494).